# Eupithecia bestia
Eupithecia bestia es una especie de polilla de la familia Geometridae. La especie fue descrita por primera vez por Mironov & Galsworthy habiendo sido descrita en 2008, con distribución en Pakistán, específicamente en la Cordillera del Karakórum. El holotipo de la especie fue descrita en Cyrenaica, Porto Bardia. La envergadura es de unos 22 milímetros (0,9 plg).